# رز ماری (فیلم ۱۹۳۶)
رز ماری (انگلیسی: Rose Marie) فیلمی در ژانر موزیکال به کارگردانی دبلیو. اس. ون دایک است که در سال ۱۹۳۶ منتشر شد.

## بازیگران
- جانت مک‌دانلد
- نلسون ادی
- رجینالد اوئن
- جیمز استوارت
- گیلدا گری
- دیوید نیون
- هرمن بینگ
- اونا اوکانر
- آلن جونز
- پل پورکازی
- فرد گراهام